# Kanton Roquefort
Roquefort is een voormalig kanton van het Franse departement Landes. Het kanton maakte deel uit van het arrondissement Mont-de-Marsan.

## Gemeenten
Het kanton Roquefort omvatte de volgende gemeenten:
- Arue
- Bourriot-Bergonce
- Cachen
- Labastide-d'Armagnac
- Lencouacq
- Maillas
- Pouydesseaux
- Retjons
- Roquefort (hoofdplaats)
- Saint-Gor
- Saint-Justin
- Sarbazan
- Vielle-Soubiran